# Arsenura drucei
Arsenura drucei är en fjärilsart som beskrevs av William Schaus 1906. Arsenura drucei ingår i släktet Arsenura och familjen påfågelsspinnare. Inga underarter finns listade i Catalogue of Life.

## Bildgalleri

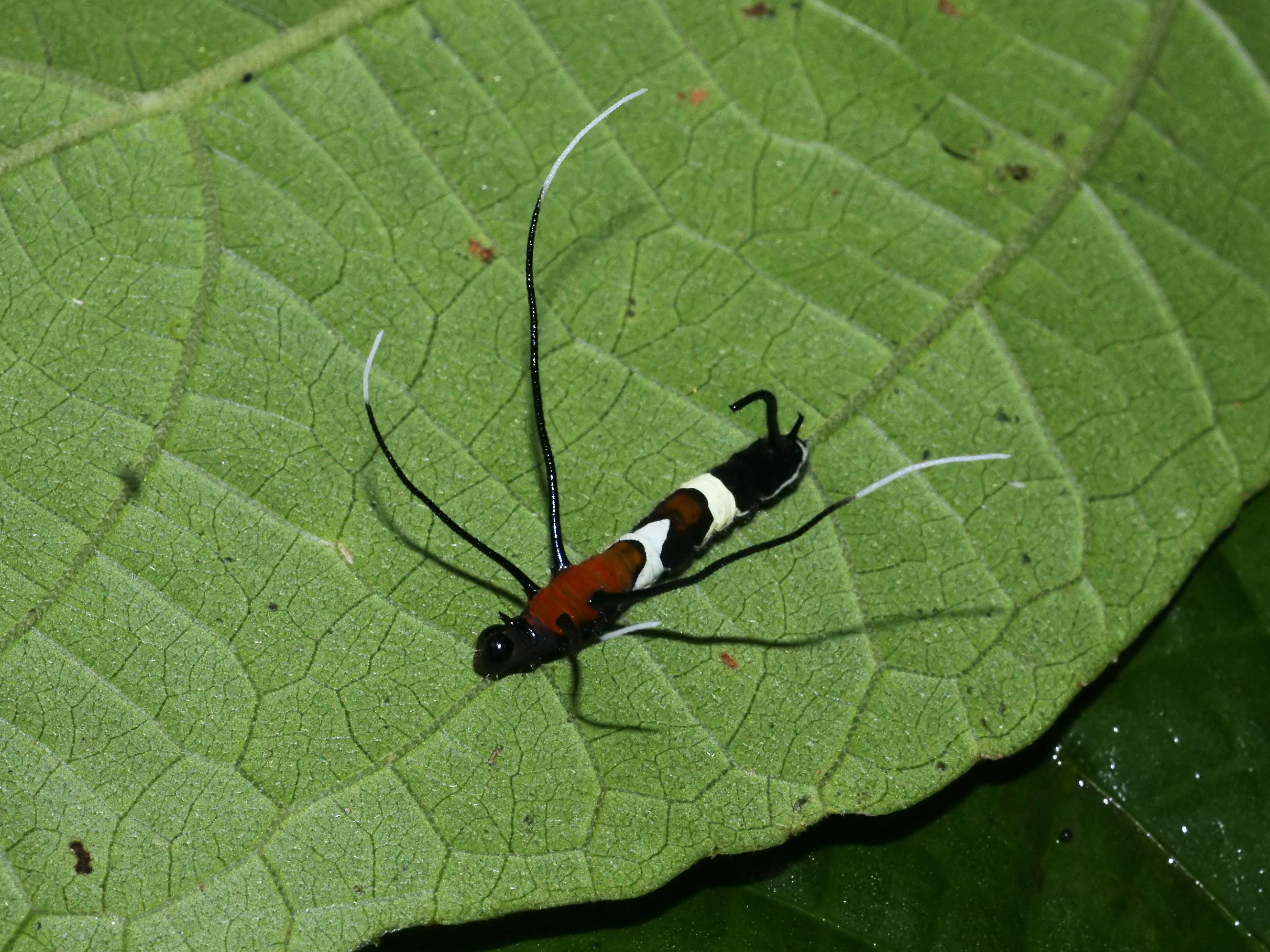